# Auguste Sébire
Auguste Sébire, né le 2 novembre 1807 à Valognes (Manche) et mort le 24 juin 1895 dans la même ville, est un homme politique français.
Médecin à Valognes, il est maire de la ville de 1848 à 1851, et après 1878. il est également conseiller général du canton de Valognes de 1848 à 1892. Il est sénateur de la Manche de 1885 à 1895, siégeant à gauche. 

## Sources
- « Auguste Sébire », dans Adolphe Robert et Gaston Cougny, Dictionnaire des parlementaires français, Edgar Bourloton, 1889-1891 [détail de l’édition]
- « Auguste Sébire », dans le Dictionnaire des parlementaires français (1889-1940), sous la direction de Jean Jolly, PUF, 1960 [détail de l’édition]

- Ressources relatives à la vie publique :   - base Léonore
  - Sénat